# Camaròptera cuablanca
La camaròptera cuablanca (Poliolais lopezi) és una espècie d'ocell passeriforme que pertany a la família Cisticolidae pròpia d'Àfrica. És l'única espècie del gènere Poliolais.

## Distribució i hàbitat
Se la troba a l'illa Bioko, l'oest del Camerun i Nigèria.
L'hàbitat natural són els boscos montans humits subtropicals.

## Subespècies
Es reconeixen tres subespècies:
- P. l. manengubae (Serle, W 1949) - sud-est de Nigèria i sud de Camerun (Mont Manenguba i Mont Kupé)
- P. l. alexanderi (Bannerman, DA 1915) - Mont Camerun
- P. l. lopezi (Alexander, B 1903) - Bioko (Golf de Guinea)